# جاك دالي
جاك دالي (29 أكتوبر 1901 - 28 أبريل 1965)  (بالإنجليزية: Jack Dale)‏ هو لاعب كريكت بريطاني (وحمل سابقاً جنسية المملكة المتحدة لبريطانيا العظمى وأيرلندا).